# Latridius
Latridius is een geslacht van kevers uit de familie schimmelkevers (Latridiidae).

## Soorten
- L. amplus Johnson, 1977
- L. assimilis (Mannerheim, 1844)
- L. brevicollis (Thomson, 1868)
- L. canariensis (Palm, 1972)
- L. consimilis (Mannerheim, 1844)
- L. crenatus (Le Conte, 1855)
- L. desertus (Fall, 1899)
- L. gemellatus (Mannerheim, 1844)
- L. hirtus (Gyllenhaal, 1827)
- L. latissimus Rücker, 1986
- L. minutus (Linnaeus, 1767)
- L. mongolicus Rucker, 1983
- L. nigritus (Fall, 1899)
- L. peacockae (Sen Gupta, T, 1976)
- L. perminutus Johnson, 1977
- L. porcatus (Herbst, 1793)
- L. protensicollis Mannerheim, 1843
- L. reflexus (LeConte, 1855)
- L. rogei Rücker, 2003